# Guillermo Barros Jaraquemada
Guillermo Barros Jaraquemada (Santiago, 17 de diciembre de 1862-1943) fue un político chileno.

## Biografía
Hijo de Demetrio Barros Valdés y Tránsito Jaraquemada. Estudió en el Seminario de Santiago y en el Instituto Nacional; luego estudió en la Facultad de Derecho de la Universidad de Chile, titulándose de abogado en 1885.
Perteneciente al Partido Liberal, conocido polticamente  como "Barros Jara", ocupó numerosos cargos políticos, como Ministro de Hacienda (1902 y 1904), Ministro del Interior (1912-1913, 1914-1915 y una vez más en 1915) y senador por Santiago (1926-1938) con numerosa descendencia
| Precedido por: Enrique Villegas Encalada | Ministro de Hacienda 1902       | Sucedido por: Ricardo Cruzat Hurtado |
| Precedido por: Ramón E. Santelices       | Ministro de Hacienda 1904       | Sucedido por: Maximiliano Ibáñez     |
| Precedido por: Guillermo Rivera          | Ministro del Interior 1912-1913 | Sucedido por: Claudio Vicuña         |
| Precedido por: Eduardo Charme            | Ministro del Interior 1914-1915 | Sucedido por: Pedro Montenegro       |
| Precedido por: Enrique Villegas Encalada | Ministro del Interior 1915      | Sucedido por: Elías Balmaceda        |

- Datos: Q6441068